# 海老名市立東柏ケ谷小学校
海老名市立東柏ケ谷小学校（えびなしりつ ひがしかしわがやしょうがっこう）は、神奈川県海老名市東柏ケ谷六丁目にある市立小学校。

## 学校教育目標
出典
1. 「こころ」をひろげ、未来に生きる力を育む
2. やさしいこころをひろげよう！

## 通学区域
出典
- 海老名市
  - 東柏ケ谷4丁目〜6丁目

## 進学中学校
出典
- 海老名市
  - 海老名市立柏ケ谷中学校

## アクセス
出典
相鉄線さがみ野駅から徒歩10分